# 本橋拓馬
本橋 拓馬（もとはし たくま、2002年4月30日 - ）は、ジャパンラグビーリーグワンのコベルコ神戸スティーラーズに所属するラグビーユニオン選手。

## プロフィール
- 兵庫県神戸市出身。
- 身長 192cm、体重 118kg。
- ポジションはロック(LO)、フランカー(FL)。
- 3歳下の弟・本橋尭也も、2024年4月に帝京大学ラグビー部に入部しSO（スタンドオフ）を務める。
- 高校時代のあだ名は「ジャイアン」。先輩やコーチに臆せず意見を言っていたためだという[1]。

## 略歴
西神戸ラグビースクール（兵庫県神戸市）で競技を始める。中学時代は兵庫県スクール代表にも選ばれた。
2018年、京都成章高等学校に進学し、1年から全国高等学校ラグビーフットボール大会に出場。2年時は同大会でベスト8となる。3年時はフォワードリーダーを務め、2021年1月9日に同大会の決勝戦で準優勝となる。
2021年、帝京大学に入って、1年から右LOで試合に出場。第58回全国大学ラグビーフットボール選手権大会（大学選手権）の準決勝・決勝では左LOでフル出場し、4年ぶりに優勝した。2年時の第59回全国大学ラグビーフットボール選手権大会では3試合に先発し、準決勝の筑波大学戦でトライを挙げた。
4年時、2024年6月29日にJAPAN XVとしてマオリ・オールブラックス戦（Cap非対象試合）に出場した。
2025年1月13日、全国大学ラグビーフットボール選手権大会で4連覇を果たした。
2025年1月24日、ジャパンラグビーリーグワンのコベルコ神戸スティーラーズへ、アーリーエントリーでの入団を発表した。同年3月、帝京大学卒業。同年5月31日に行われたJAPAN RUGBY LEAGUE ONEプレーオフトーナメント3位決定戦埼玉ワイルドナイツ戦にて途中出場でリーグワン公式戦初出場を果たした。